# Hadrodontes varanes
Hadrodontes varanes är en fjärilsart som beskrevs av Pieter Cramer 1764. Hadrodontes varanes ingår i släktet Hadrodontes och familjen praktfjärilar. Inga underarter finns listade i Catalogue of Life.